# Валя-Нукарілор
Валя-Нукарілор (рум. Valea Nucarilor) — село у повіті Тулча в Румунії. Входить до складу комуни Валя-Нукарілор.
Село розташоване на відстані 234 км на схід від Бухареста, 18 км на південний схід від Тулчі, 99 км на північ від Констанци, 82 км на південний схід від Галаца.

## Населення
За даними перепису населення 2002 року у селі проживали 1144 особи, з них 1143 особи (99,9%) румунів. Рідною мовою 1143 особи (99,9%) назвали румунську.